# Netanya
Netanya (Nathanya) (Hebraisk: נְתַנְיָה) er hovedstaden i Sharon-regionen i Israel, der ligger ved Middelhavskysten nord for Tel Aviv. 
Byen, der er opkaldt efter Nathan Strauss, blev grundlagt i 1928-29 som et landbrugssamfund med citrusplantager. Den frugtbare Sharon slette på Israels centrale kystområde er et frodigt citrusland med mange plantager og dyrkning af alle former for citrus.
I 1933 blev det første diamantsliberi grundlagt i byen og efterhånden udviklede Netanya sig til et centrum for Israels diamantindustri med mange diamantsliberier og -centre. Diamanter er en af Israels største import- og eksportartikler og Israel har i mange år været verdens største eksportør af slebne diamanter. I byens udkant ligger der flere industrizoner med bl.a. støberier, garverier, bryggerier og maskine- og ingeniørvirksomheder. Banegården ligger centralt ved Tel Aviv – Nahariya jernbanen.
Netanya har ca. 171.000 indbyggere.